# Astyanax kompi
Astyanax kompi är en fiskart som beskrevs av Hildebrand, 1938. Astyanax kompi ingår i släktet Astyanax och familjen Characidae. Inga underarter finns listade.